# Administration des biens du Saint-Siège
L'Administration des biens du Saint-Siège (A.B.S.S) (en italien : Amministrazione dei Beni della Santa Sede) est une commission qui, jusqu'en 1967,
gère les biens du Saint-Siège, autres que l'argent en espèce et les obligations transférés au Saint-Siège dans le cadre de la mise en œuvre de la convention financière liée aux Accords du Latran de 1929.
Sa création résulte de la décision du pape Léon XIII,  le 9 août 1878 à la suite de la nomination de son secrétaire d'État mais aussi préfet du Sacré Palais et administrateur du patrimoine restant au Saint-Siège après la perte complète des États pontificaux en 1870. En 1891, il confie la gestion du patrimoine du Saint-Siège à une commission de cardinaux, déjà mise en place pour surveiller, mais sans direction, l'administration du denier de Saint-Pierre et celle du patrimoine du Saint-Siège. Le 16 décembre 1926, le pape Pie XI unifie par cette commission la préfecture du Sacré Palais et la Section des départements de l'Église
En 1967, le pape Paul VI combine l'Administration spéciale du Saint-Siège et l'Administration des biens du Saint-Siège au sein de l'Administration du patrimoine du siège apostolique, qu'il créée le 15 août 1967.